# Sailcat
Sailcat, amerikanskt rockband aktivt i början på 1970-talet. Medlemmar i gruppen var Court Pickett (sång/basgitarr), Pete Carr (gitarr), Johnny Wyker (sång/gitarr), Clayton Ivey (keyboards), och Fred Prouty (trummor). De är kända för en låt, "Motorcycle Mama" och gav ut ett album med samma namn 1972. Gruppen bröt upp kort efter albumsläppet.

## Diskografi
Album
- Motorcycle Mama (1972)
- Wild Water-Ski Weekend (2002)

Singlar
- "Baby Ruth" / "Bee Bee Gunn" (1972)
- "Motorcycle Mama" / "Rainbow Road" (1972)
- "She Showed Me" / "Sweet Little Jenny" (1973)